# Can't Be Tamed (pesem)
»Can't Be Tamed« je pesem, ki jo je izvedla ameriška pevka in tekstopiska Miley Cyrus. Pesem je napisala Miley Cyrus v sodelovanju z Antonino Armato, Timom Jamesom, Paulom Neumannom in Marekom Pompetzkijem, producirala pa sta jo Antonina Armato in Tim James, čeprav jo je primarno napisala le Miley Cyrus. Izšla je 18. maja 2010 preko založbe Hollywood Records kot glavni singl tretjega glasbenega albuma Miley Cyrus, Can't Be Tamed. Remix Rockangeles, ki je vključeval tudi raperja Lil Jona, je izšel kot dodatna pesem na digitalni verziji albuma. Po mnenju Miley Cyrus pesem »Can't Be Tamed« opisuje željo po preboju in tem, da bi izkusila svobodo. Pesem »Can't Be Tamed« ima velik poudarek na sintetizatorju in vsebuje electropop in synthpop žanre. Besedilo odpira temo o svobodi in samoizražanju.
Pesem »Can't Be Tamed« je s strani glasbenih kritikov v glavnem prejela pozitivne kritike. Doživela je velik komercialni uspeh. Pristala je na osmem mestu lestvice Billboard Hot 100, najvišje pa se je uvrstila na lestvicah Irish Singles Chart in New Zealand Singles Chart, kjer je zasedla peto mesto. Videospot pesmi je režiral Robert Hales in sledi Miley Cyrus, ki s svojimi plesalci nastopa v muzeju. Najprej je ujeta v velikanski kletki, kjer jo opazujejo obiskovalci muzeja; nato pobegne in pustoši po celotnem muzeju. Pesem »Can't Be Tamed« je Miley Cyrus promovirala, ko je nastopala na mnogih prireditvah, vključno z oddajo Britanija ima talent.

## Ozadje
Pesem »Can't Be Tamed« so napisali Miley Cyrus, Antonina Armato, Tim James, Paul Neumann in Marek Pompetzki, producirala pa sta jo Antonina Armato in Tim James. Po mnenju Miley Cyrus pesem govori o tem, da se moraš osvoboditi ne glede na ovire, ki te čakajo, kar občuti vsaka ženska. Pravi tudi, da lahko pesem govori o različnih situacijah. Njej se zdi, da govori o tem, kako je »biti v kletki, od zunaj pa me opazujejo ljudje«. Verjame, da za druge lahko opisuje situacijo v srednji šoli, ko so v položaju, kjer »lahko najstniki menijo, da morajo ustrezati nekim klišejem, v resnici pa si le želijo biti to, kar so. Razmerje, ali karkoli že je, iz katerega se želiš osvoboditi.« Založba Hollywood Records je pesem »Can't Be Tamed« opisala kot »pesem o moči neke osebe same, v kateri Miley razlaga, da mora v razmerjih ostati zvesta sama sebi«.
Na štirih sestankih po Evropi je menedžer Miley Cyrus, Jason Morey, predstavil album Can't Be Tamed predstavnikom organizacije Universal Music Group; predstavniki so potrdili, da se je založba Hollywood Records v Združenih državah Amerike že odločila, da bo pesem izšla kot glavni singl iz albuma. Pesem »Can't Be Tamed« se je premierno predvajala 30. aprila 2010 preko uradne spletne strani Miley Cyrus na MySpaceu; preko radia je uradno izšla 3. maja 2010, digitalno pa 18. maja 2010. Maja 2010 je Miley Cyrus v studijih Rock Mafia Studios v Santa Monici, Kalifornija, posnela remix verzijo pesmi, imenovano Rockangeles, na kateri je nastopil tudi raper Lil Jon. Lil Jon je dejal, da je bilo sodelovanje »noro« in menil je, da bo občinstvo uživalo v remixu. Miley Cyrus je dodala: »Enostavno prišel je in se prepustil. Pesem zažiga!« Verjame, da Lil Jon remixu singla doda več energije, kot je je imela originalna verzija pesmi.

## Sestava
Pesem »Can't Be Tamed« je dance-pop pesem, ki traja dve minuti in oseminštirideset sekund. Pesem raziskuje različne stile v elektronskih in synthpop glasbenih zvrsteh. Napisana je v B-molu, vokali Miley Cyrus pa se v pesmi raztezajo od A3 do D5. Miley Cyrus je v nekaterih kiticah v verzih uporabila auto-tune. Temu sledi procesija akordov B5–D–A. Pesem vodi temačen, vztrajen tempo, pri katerem je velik poudarek na sintetizatorju ter tolkalih.
Besedilo je napisano v prvi osebi, pesem »Can't Be Tamed« pa raziskuje področja na temo svobode in samo-izražanja, ki ga izpopolnjujejo grobi verzi. V pesmi protagonist poudarja, da ga ni mogoče spremeniti v nekaj, kar ni. V verzih Miley Cyrus izraža samozavest in poskuša odkriti, po čem hrepeni. V refrenu začne vpiti naslov pesmi, spremembe pa se začnejo ponavljati, kar je v nasprotju s tempom pesmi. Monica Herrera iz revije Billboard je kitico »Če se sprašujete o mojih namenih, vam bom povedala / Tu nisem zato, da bi vam kaj prodajala« (»If there was a question about my intentions, I'll tell ya / I'm not here to sell ya«) razložila kot uradno izjavo o uporništvu, s katero se je Miley Cyrus želela znebiti svoj dolžnosti kot vzornice najstnikov. Mnogi drugi kritiki verjamejo, da se je želela s pesmijo popolnoma znebiti podobe, ki jo kaže v javnosti vse, odkar se je marca 2006 začela prvič predvajati njena uspešna televizijska serija, Hannah Montana.

## Kritični sprejem
Glasbeni kritiki so pesem »Can't Be Tamed« v glavnem sprejeli pozitivno. Leah Greenblatt iz revije Entertainment Weekly je menila, da pesem »sploh ni bila slab posel za navaden radijski sprejemnik, pa tudi ne ena izmed najboljših del ob koncu leta.« Dejala je, da pesem ni »velika senzacija« in jo primerjala s pesmijo Christine Aguilere, »Not Myself Tonight« (2010). Leah Greenblatt so razočarale tudi rime v verzih, kot so na primer »Tu nisem zato, da bi vam kaj prodajala / Ali vam povedala, da pojdite k vragu« (»I'm not here to sell ya' / Or tell you to go to hell«). Sonya Sorich iz revije Ledger-Enquirer je, čeprav je kritizirala pesem »Can't Be Tamed«, napisala, da je bila pesem »'Can't Be Tamed' tudi ena izmed pesmi, ob katerih je užitek plesati.« Heather Phares iz spletne strani Allmusic je pesem »Can't Be Tamed« označila za »enkratno« in jo izbrala za eno izmed najboljših pesmi na albumu. Fraser McAlpine iz BBC-ja je napisal, da čeprav je pesem »Can't Be Tamed« precej seksistična, se je Miley Cyrus čez njo prebila zelo elegantno. »Če se bo Miley kdaj odločila za kakšno zelo ekstremno potezo, bo to zato, ker ustvarja v času pevcev, kot je GaGa, ko je pri posnetkih več poudarka na površju, kot pa na tistem, kar zares vsebujejo,« je zaključil Fraser McAlpine.
Rob Sheffield iz revije Rolling Stone je pesmi dodelil tri od petih zvezdic ter jo primerjal s pesmimi, kakršne je izdala Rihanna. Dodal je: »To ni 'Party in the U.S.A.' ali 'See You Again,' vendar verzi vseeno vsebujejo veliko elektronske glasbe.«. Bill Lamb iz spletne strani About.com je pesem »Can't Be Tamed« podelil dve zvezdici in pol od petih. Pesem je kritiziral zaradi besedila, ki se osredotočajo na »sebičnen teritorij«, vendar je kljub temu verjel, da bo singl postal uspešnica. Monica Herrera iz revije Billboard je pesmi »Can't Be Tamed« podelila pozitivno oceno, v kateri je napisala: »Vendar Cyrusova ve, kaj želi s tem pokazati. Ko porogljivo poje: 'Nisem umetna, to je v mojem DNK-ju' ('I'm not a fake, it's in my DNA'), želi kritikom preventivno vrniti za vse stvari, ki so ji jih zakuhali, kar pa stori s strokovnostjo Disneyjeve zvezdnice.« Jarett Wieselman iz revije The New York Post je napisal, da mu je bila pesem všeč in da čeprav ni kupil pesmi Miley Cyrus, »Party in the U.S.A.« (2009), se boji, da »se ne bom mogel upreti temu«, da bi kupil pesem »Can't Be Tamed«. Napisal je, da ima pesem »nagajiv slog Britney Spears stare šole«, bila naj bi »zelo privlačno« in predvidel je, da bo postala poletna uspešnica. Ailbhe Malone iz revije The Irish Times je napisal: »Miley je izbrala seksi elektro glasbo. Manj 'Party in the U.S.A.', več 'zabave, ko mojih staršev ni doma' in to nam je všeč. ZELO.«

## Dosežki na lestvicah
5. junija 2010 je pesem »Can't Be Tamed« postala »vroči debitanski posnetek« tedna, saj je zasedla osmo mesto na lestvici Billboard Hot 100, ko je digitalno prodala več kot 191.000 kopij izvodov. To je postala njena druga najbolje prodajana pesem takoj po izidu: bolje se je prodajala le še pesem »Party in the U.S.A.«, ki je avgusta 2009 prvi teden po izidu prodala več kot 226.000 kopij izvodov. Z uvrstitvijo na to lestvico je pesem postala njena četrta pesem, ki se je uvrstila med prvih deset pesmi na lestvici Billboard Hot 100, vključno s pesmimi, ki jih je posnela pod aliasom Hannah Montana. V prihodnjem tednu je pesem iz prvih desetih mest zdrsnila na osemnajsto mesto. Zadnji teden, ki ga je pesem preživela na lestvici Billboard Hot 100, je bil teden 7. avgusta 2010, na lestvici pa je pesem ostajala deset tednov. Pesem »Can't Be Tamed« je zasedla tudi šestnajsto mesto na lestvici Mainstream Top 40 (Pop Songs). Uvrstila se je na šesto mesto lestvice Canadian Hot 100 in tam preživela štirinajst tednov.
Pesem je velik komercialni uspeh doživela tudi v Avstraliji in na Novi Zelandiji. Pesem »Can't Be Tamed« je pristala na osemnajstem mestu lestvice Australian Singles Chart ob koncu tedna 6. junija 2010. Po šestih tednih na istem mestu lestvice Australian Singles Chart se je povzpela na sedemnajsto mesto. Naslednji teden je pesem zasedla štirinajsto mesto in na lestvici je ostala še nadaljnjih enajst tednov. Singl je prejel zlato certifikacijo s strani organizacije Australian Recording Industry Association (ARIA) za več kot 35.000 prodanih kopij izvodov. Ob koncu tedna 24. maja 2010 je pesem »Can't Be Tamed« pristala na petem mestu glasbene lestvice New Zealand Singles Chart. Na lestvici je različna mesta zasedala še pet tednov, preden je dokončno izpadla iz nje ob koncu tedna 19. julija leta 2010. Na Japonskem se je pesem »Can't Be Tamed« uvrstila na triinpetdeseto in nazadnje zasedla dvanajsto mesto.
V Združenem kraljestvu se je pesem »Can't Be Tamed« uvrstila na trinajsto mesto ob koncu tedna 12. junija 2010. Na lestvici UK Singles Chart je pesem preživela še osem tednov. Dosegla je tudi peto mesto na lestvici Irish Singles Chart. V srednji Evropi je singl »Can't Be Tamed« doživel podoben sprejem. Postal je najbolje uvrščeni singl Miley Cyrus na lestvici Eurochart Hot 100 Singles, kjer je julija 2010 zasedel petnajsto mesto in s tem prehitel pesem »Party in the U.S.A.«, ki je na lestvici zasedla sedemnajsto mesto januarja 2010. Pesem je zasedla petnajsto mesto tudi na lestvici French Singles Chart, petnajsto mesto na lestvici Norwegian Singles Chart in štirinajsto mesto na lestvici Spanish Singles Chart. Med prvih trideset pesmi se je uvrstila tudi na lestvicah v Avstriji in Nemčiji ter med prvih štirideset pesmi na lestvicah v Belgiji (Flandrija in Valonija).

## Videospot
Videospot pesmi »Can't Be Tamed« je režiral Robert Hales. Koreografijo je sestavil Jamal Sims, ki je z Miley Cyrus sodeloval že pri plesu za pesem »Hoedown Throwdown«. Miley Cyrus in Jamal Sims sta skupaj sestavila koreografijo, ki bi se ujemala z zgodbo v pesmi, in nazadnje vse skupaj predstavila Robertu Halsu, ki si je »takoj zamislil, kako bo vse skupaj izgledalo«. V zvezi s temo videospota je Miley Cyrus povedala: »Mislim, da videospot razloži, da moje življenje ne izključuje življenj drugih ljudi. Ne gre se za to, kako glamurozno in enkratno in podobno je. Z videospotom sporočam: 'Ne želim biti v kletki. Želim si biti svobodna in početi tisto, kar obožujem'«. Videospot naj bi predstavljal tranzicijo podobe Miley Cyrus, ki si jo je ustvarila med snemanjem televizijske serije Hannah Montana. Kakorkoli že, verjela je, da bodo njeni oboževalci lahko prepoznali sporočilo pesmi preko lastnih izkušenj; na primer, verjela je, da je njena želja »po izstopanju in neujemanju« enaka željam raznih najstnikov, ki ne želijo več srediti klišejem srednje šole. V intervjuju s pevko je Ryan Seacrest povedal, da je videospot sam po sebi zelo seksističen. Miley Cyrus se je s tem strinjala, čeprav je kasneje dodala: »Videospot ni seksističen v takšnem smislu, ne gre se zato, da nosim manj oblačil [...] S tem sem nameravala razložiti pesem in zaživeti besedilo.«
Videospot so med 10. in 11. aprilom 2010 snemali v studijih Sony Studios v Culver City, California. V videospotu se je pojavilo več kot dvajset ženskih in moških plesalcev. Prikazuje Miley Cyrus kot eksotično pojočo ptico, ki uide iz kletke, kar naj bi simboliziralo to, da se je pevka s tem videospotom znebila podobe pridnega dekleta. Pred snemanjem je Miley Cyrus svoje ideje glede videospota preprosto napisala na list papirja. Sama je izbrala ličila svojih spremljevalnih plesalcev in oblikovala njihova oblačila; ni želela, da bi telesa njenih plesalcev »izgledala kot navadna telesa,« hkrati pa ni želela, da bi nosili maske, saj naj bi po njenem mnenju spominjali na ribe in izgledali strašljivi. Robert Hales je želel, da bi Miley Cyrus ptico upodobila, »ne da bi se zares osvobodila«, saj naj bi tako postalo preveč jasno, da so njeni stilisti ustvarili samo pripomočke za utvaro ptičjega videza. Njene roke so v videospotu prekrivali dolgi usnjeni trakovi, na ramah je imela pernato podlago, čez črno majico je nosila pernat telovnik in imela obute črne čevlje, ki so ji segali do stegen. Miley Cyrus je dejala, da je v originalu nosila »popolnoma drugačno« obleko, vendar se v njej na jutro ob začetku snemanja ni »počutila dobro«. »Zato smo to obleko sešili ravno takrat, tistega jutra, čez dan pa smo dodali še nekaj kosov ... Več usnja in več perja. Menila sem, da je vse skupaj zelo zabavno in kar naprej sem spreminjala svoj videz,« je povedala. Masker Miley Cyrus, Denika Bedrossian, se je osredotočila na pevkine oči; uporabil je »bogate sence« in trepalnice s pernatimi dodatki, s katerimi je Miley Cyrus pridobila »globok, pavji pogled«. V nekaj scenah Miley Cyrus nosi steznik, narejen iz 2.400 srebrnih kovinskih kosov in ogromno pavjih peres. Med svojo oddajo o modnem oblikovanju jeseni leta 2010 so ga oblikovali The Blonds, vreden pa je 25.000 $.
Videospot se prične s formalno oblečenimi gledalci, ki vstopajo v muzej in se srečajo s kustosom, ki jih predstavi z »bitjem, ki je tako redko, da velja za izumrlo. Prvič v ujetništvu, najredkejše bitje na Zemlji, Avis Cyrus«. Bele zavese razgrnejo in prikaže se Miley Cyrus, oblečena v črno oblačilo in draga črna računalniško zmontirana krila, ki spi v ogromnem ptičjem gnezdu, zakljenjena v ogromni kletki. Miley Cyrus vstane in pristopi k občinstvu, vendar jo bliskavica fotoaparatov začne dražiti, zato razpre svoja krila in si s tem zaščiti obraz. Videospot se začne in Miley Cyrus se ponovno razkrije, pridruži pa se ji še skupina plesalcev, oblečenih v perje. Ko poje, skupaj s plesalci uide iz kletke in začne razgrajati po muzeju, med drugim razbija predmete, ko gre mimo njih. Nastopijo s provokativnim plesom in sicer tako znotraj kletke kot na temnih hodnikih muzeja. V naslednji sceni Miley Cyrus leži, pritrjena na posteljo iz pavjih peres in oblečena v srebrn steznik, ali pa se sama zvija v svojem gnezdu v kletki. Na koncu videospota se pokaže hrbet Miley Cyrus, ki je spet v kletki, muzej pa je razmetan in izpraznjen.

### Sprejem videospota
Videospot se je prvič predvajal 4. maja 2010 na kanalu E! News. S strani kritikov je v glavnem prejemal pohvale. Primerjali so ga z videospoti Britney Spears in Lady Gaga, čeprav naj bi Miley Cyrus želela ustvariti nekaj, »kar ni tipično za žensko ustvarjalko«. Cristina Gibson iz kanala E! je videospot opisala kot »živahen«, podoben videospotu Miley Cyrus za pesem »Party in the U.S.A.«, samo z »več steroidi«. Tina Warren iz kanala MTV News je dejala, da videospot predstavlja dober korak Miley Cyrus od svoje otroške podobe in videospotu dodelila pozitivno oceno, saj naj bi bil »zanimiv«. Dodala je še: »Videospot [...] je pravzaprav precej magnetičen in kar ne moreš odvrniti pogleda«. Tanner Stransky iz revije Entertainment Weekly se je strinjal. Čeprav je dejal, da je videospot »lahko temačen in konceptualno precej seksualiziran,« je napisal, da predstavlja pametno potezo. »Iskreno rečeno [...], vse skupaj ne gre prehitro, saj ni, kot da bi Miley plesala striptiz ali se čisto razgalila.« Tanner Stransky je napisal tudi, da Miley Cyrus izvede »nekaj ekstremno zabavnih gibov« in »se zapriseže neki strani«, čeprav temnejši. Kitajski časopis People's Daily je napisal, da je videospot prikazal »krvave« kostume in razkril »privlačno plat« Miley Cyrus. Daniel Rutledge iz kanala 3 News na Novi Zelandiji je dejal, da je Miley Cyrus zelo jasno dala vedeti, da ne želi biti več v kakršni koli povezavi z Disneyjevimi alter egoji, ki so jo naredili slavno in da naj jo od danes dalje obravnavamo kot odraslo pevko. Singapurski časopis My Paper je branil kritike zoper Miley Cyrus, v katerih je javnost trdila, da je videospot preveč provokativen in napisala: »Če ne drugega, ta videospot pokaže, da Cyrusova ve, kako ustvarjati, to pa označuje posnetek videospotov visoke kvalitete, ki jih bo še posnela.« Mary Elizabeth Williams iz spletne strani Salon.com je ponudila nasprotno mnenje, ko je napisala, da je Miley Cyrus »talentirana pevka, [ki] si zasluži predah od svojih Disneyjevih plesov,« videospot za pesem »Can't Be Tamed« pa je bil po njenem mnenju precej suhoparen. Mary Elizabeth Williams je napisala, da je talent Miley Cyrus »v izobilju« in da se pevki obeta »neverjetna kariera«, a je bil videospot sam »predvidljiv, derivativen in neumen« zaradi svoje neizvirnosti. Po mnenju revije People je bila reakcija na videospot preko spleta zelo različna. »Oboževalci in blogerji so preplavili internet s komentarji, ki so obsegali vse od 'omamna, prečudovita, krvoločna,' pa do 'hej, čisto preveč za osebo njene starosti!',« je poročala revija.

## Nastopi v živo
Miley Cyrus je s pesmijo »Can't Be Tamed« prvič nastopila 18. maja 2010 v oddaji Dancing With the Stars. Oblečena v svojo črno opravo in dodatke, uporabljene v videospotu, se je Miley Cyrus pojavila v kletki človeške velikosti, nato pa skupaj s plesalci v kostumih nastopila na odru; sama je plesala zelo malo. Njen prvi nastop s pesmijo zunaj Združenih držav Amerike je bil na koncertu Rock in Rio v Lizboni, Portugalska, 29. maja leta 2010. Miley Cyrus se je 1. junija 2010 pojavila v nočnem klubu 1515 Club v Parizu, Francija, 3. junija pa v polfinalu tekmovanja Britanija ima talent, obakrat pa je izvajala pesem »Can't Be Tamed«. Med nastopom v oddaji Britanija ima talent je Miley Cyrus nosila kratke hlače, mrežo in škornje. Vmes je zgrabila eno izmed svojih ženskih spremljevalnih plesalk in simulirala poljub. Nastop se je soočil z negativno reakcijo s strani medijev, zaradi česar je bila Miley Cyrus prisiljena izdati izjavo, v kateri je dejala, da pevke ni dejansko poljubila. Miley Cyrus je napisala: »Smešno je, da dva ustvarjalca ne moreta skupaj ustvariti nekaj novega, ne da bi mediji začeli pisati neke zgodbice. Resnično upam, da moji oboževalci niso razočarani nad mano, saj v resnici nisem ničesar naredila narobe. Odšla sem tja in opravila svoje delo, ki je, da nastopam najboljše, kot lahko.« Kasneje je pesem izvedla na koncertu Rock in Rio v Madridu, Španija in v nočnih klubih v Londonu, imenovanih Heaven in G-A-Y. Nato je pesem izvedla v oddaji Dobro jutro, Amerika!, oddaji Late Show with David Letterman, na podelitvi nagrad MuchMusic Video Awards, in na koncertu v House of Blues v Los Angelesu, Kalifornija, ki je bil objavljen preko več kot trideset spletnih strani organizacije MTV Networks.

## Seznam verzij
- Digitalni / CD Singl

1. »Can't Be Tamed« (verzija z albuma) - 2:48

- Avstralski / evropski dvodelni CD singl / Digitalni

1. »Can't Be Tamed« (verzija z albuma) - 2:48
2. »Can't Be Tamed« (stadionski remix skupine Wideboys) - 2:47

- Maxi-CD singl

1. »Can't Be Tamed« (verzija z albuma) - 2:48
2. »Can't Be Tamed« (stadionski remix skupine Wideboys) - 2:47
3. »Can't Be Tamed« (videospot) - 3:50

## Dosežki na lestvicah
| Lestvica (2010)                    | Dosežki |
| ---------------------------------- | ------- |
| Australian Singles Chart           | 14      |
| Austrian Singles Chart             | 21      |
| Belgian Singles Chart (Flandrija)  | 39      |
| Belgian Singles Chart (Valonija)   | 40      |
| Canadian Hot 100                   | 6       |
| Dutch Mega Single Top 100          | 82      |
| Eurochart Hot 100 Singles          | 15      |
| French Singles Chart               | 15      |
| German Singles Chart               | 29      |
| Japan Hot 100                      | 12      |
| Irish Singles Chart                | 5       |
| New Zealand Singles Chart          | 5       |
| Norwegian Singles Chart            | 15      |
| Slovakian Airplay Singles Chart    | 28      |
| Spanish Singles Chart              | 14      |
| Swedish Singles Chart              | 42      |
| Swiss Singles Chart                | 53      |
| UK Singles Chart                   | 13      |
| U.S. Billboard Hot 100             | 8       |
| U.S. Mainstream Top 40 (Pop Songs) | 16      |